# کریستوفر ویکستروم
کریستوفر ویکستروم (به انگلیسی: Christoffer Vikström) (زادهٔ ۲ فوریهٔ ۱۹۸۷) شناگر اهل سوئد است.